# Katedra w Bradford
Katedra w Bradford (ang. Bradford Cathedral, pełna nazwa: Kościół katedralny św. Piotra, ang. Cathedral Church of St Peter, znana wcześniej jako Kościół parafialny w Bradford (ang. Bradford Parish Church) – świątynia znajduje się w sercu Bradford, w hrabstwie West Yorkshire, w Anglii w miejscu używanym jako chrześcijański obiekt religijny od VIII wieku, kiedy to misjonarze pochodzący z Dewsbury ewangelizowali ten region. Przez większość swojej historii budowla była kościołem parafialnym św. Piotra.
Kościół parafialny podniesiony do rangi katedry w 1919 roku i rozszerzony jako taki przez Sir Edwarda Maufego po 1945 roku na wschodnim końcu i na północ od wieży zachodniej. Kościół z XV wieku zbudowany z piaskowca z wieżą zachodnią z ciężkich pionowymi (Perpendicular Style) detalami z lat 1493–1508 i zniszczona nawa główna i nawy boczne z blankami z lat około 1430–1458. Arkady w nawie głównej, pochodzące z XIV wieku, przebudowane zostały po pożarze w 1327 roku. Kaplica The Bolling na południe od oryginalnego prezbiterium miała zmienione okna w 1666 roku. kaplice transeptu pochodzą z 1899 roku. Południowa nawa boczna, jej clerestorium i kruchta zostały przebudowane w latach 1832–1833 zostały i ponownie przeprojektowane podczas restauracji w latach 90. XIX wieku. Umeblowanie obejmuje baldachim Maufego na zachodnim końcu i piękną, wieżową, późnogotycką pokrywę chrzcielnicy. Oryginalne prezbiterium ma bardzo wczesne witraże (1862 rok) firmy Morris and Co. według projektu F.M. Browna, Rossettiego i Burne Jonesa. Pozostałe witraże zostały wykonane przez Kempego w latach 1899–1900. Wewnątrz również prace wykonane przez Scheemakera i Flaxmana.